# Kage no Jitsuryokusha ni Naritakute!
Kage no Jitsuryokusha ni Naritakute! (陰の実力者になりたくて!, "The Eminence in Shadow", na América do Norte) é uma série de light novel japonesa escrita por Daisuke Aizawa e ilustrada por Tōzai. A serialização online começou em maio de 2018 no site de publicação de novels gerado pelo usuário Shōsetsuka ni Narō. Posteriormente, foi adquirida pela Enterbrain, que publica a série desde novembro de 2018.
Uma adaptação em mangá com arte de Anri Sakano é serializada na revista de mangá seinen Comp Ace da Kadokawa Shoten desde dezembro de 2018. Um mangá spin-off de Seta U intitulado Kage no Jitsuryokusha ni Naritakute! Shadow Gaiden (陰の実力者になりたくて！ しゃどーがいでん, "The Eminence in Shadow! Shadow Side Story") também foi serializado pela Comp Ace de julho de 2019 a setembro de 2023. Tanto a light novel quanto o mangá principal foram licenciados na América do Norte pela Yen Press. Uma adaptação em anime para televisão produzida pela Nexus foi ao ar entre outubro de 2022 e fevereiro de 2023, e uma segunda temporada estreou em outubro do mesmo ano.

## Enredo
Um menino no Japão moderno deseja ser um gênio que exerce poder nas sombras, mas no processo de treinamento é atropelado por um caminhão e morre. Ele renasce em um mundo de fantasia como Cid Kagenou, onde mantém uma aparência completamente medíocre para não se destacar e perseguir seu sonho de manipular pelas sombras. Um dia, ele se depara com uma garota élfica infectada por uma doença misteriosa e a cura.
Cid inventa uma história, explicando que este mundo é secretamente administrado pelo Culto de Diablos, e sua organização secreta, "Shadow Garden", é a única que pode combatê-los. A garota élfica, agora chamada Alpha, se junta a esta organização e começa a recrutar novos membros. No entanto, as histórias que Cid inventou eram realmente verdadeiras, mas ele acredita que sejam uma ilusão total; o que é ironicamente a ilusão. Cid continua lutando contra o Culto de Diablos sob o pseudônimo de "Shadow", completamente inconsciente de que está envolvido em uma complicada luta pelo poder.

## Recepção
Em outubro de 2022, a série tinha um total acumulado de 2 milhões de exemplares em circulação; mais de 3,5 milhões de exemplares em circulação até dezembro de 2022; mais de 4 milhões até fevereiro de 2023; e mais de 5 milhões de cópias vendidas até setembro de 2023.
O primeiro volume blu-ray vendeu 2327 cópias na primeira semana de estreia; o segundo vendeu 2499 cópias na primeira semana.